# Agave bahamana
Agave bahamana ist eine Pflanzenart aus der Gattung der Agaven (Agave).

## Beschreibung

### Vegetative Merkmale
Agave bahamana ist eine einzeln wachsende, stammlose Rosettenpflanze. Ihre mattgräulichen, ziemlich schmal lanzettlichen, konkaven Laubblätter sind manchmal etwas der Länge nach gefaltet. Die Blattspreite ist 200 bis 300 Zentimeter lang und 15 Zentimeter breit. Der Blattrand ist fast gerade. An ihm befinden sich 3 bis 5 Millimeter lange Randzähne, die in der Regel 0,5 bis 1 Zentimeter voneinander entfernt stehen. Die dreieckigen Randzähne sind gerade oder die längeren angedrückt-gebogen und an ihrer Basis kaum linsenförmig. Unten und oben sind sie reduziert, manchmal auf kleine grüne, warzenartige Vorsprünge. Der bräunliche, vergrauende, trübe, leicht zurückgebogene, kräftig konische, herablaufende Enddorn ist glatt und 10 bis 15 Millimeter lang. Er ist in der Regel unterhalb seiner Mitte mit einwärts gerichteten Rändern gefurcht.

### Blütenstände und Blüten
Der eiförmige, „rispige“ Blütenstand ist bis zu etwa 10 Meter lang. Die Teilblütenstände befinden sich auf leicht ansteigenden Ästen im oberen Drittel des Blütenstandes. Die 50 bis 60 Millimeter langen Blüten stehen an etwa 10 Millimeter langen Blütenstielen. Ihre Perigonblätter sind goldgelb. Sie sind etwa 15 Millimeter lang und 4 Millimeter breit. Ihre Zipfel sind 15 Millimeter lang. Die konische Blütenröhre weist eine Länge von etwa 7 Millimeter auf. Der länglich spindelförmige Fruchtknoten ist 30 bis 35 Millimeter lang.

### Früchte
Die länglichen Früchte sind 50 Millimeter lang und 25 Millimeter breit. Sie sind kurz gestielt und geschnäbelt.

## Systematik und Verbreitung
Agave bahamana ist auf der zu den Bahamas gehörenden Berry Islands verbreitet. Sie wächst auf offenen, felsigen Ebenen und Rippen sowie in offenen Hainen und Kiefernformationen.
Die Erstbeschreibung durch William Trelease wurde 1913 veröffentlicht.

## Nachweise